# Wereldkampioenschappen kunstschaatsen 1905
De Wereldkampioenschappen kunstschaatsen is een evenement dat georganiseerd wordt door de Internationale Schaatsunie.
Het tiende wereldkampioenschap kunstschaatsen werd op 5 en 6 februari 1905 in Stockholm, Zweden georganiseerd. Stockholm was hiermee de eerste stad die voor de derde maal als gaststad optrad, Zweden het eerste land dat voor de derde maal als gastland optrad. De Zweed Ulrich Salchow won voor de vijfde opeenvolgende keer de wereldtitel.

## Deelname
Vijf mannen uit drie landen namen deel aan dit kampioenschap.
| Zweden (3) Duitse Keizerrijk (1) Oostenrijk (1) |

De Duitser Martin Gordan nam voor de derde keer deel. In 1902 en 1904 werd hij derde.
Voor de Oostenrijker Max Bohatsch was het de tweede deelname aan het WK. In 1903 werd hij derde.
De Zweed Ulrich Salchow nam voor de achtste keer deel, in 1897, 1899 en 1900 was hij als tweede geëindigd, in 1901,1902,1903 en 1904 werd hij wereldkampioen.
Voor de Zweden Per Thorén en Richard Johansson was het hun eerste deelname.

## Medaille verdeling
| Discipline | Goud           | Zilver       | Brons      |
| ---------- | -------------- | ------------ | ---------- |
| Mannen     | Ulrich Salchow | Max Bohatsch | Per Thorén |

## Uitslagen
pc = plaatsingcijfer
| #      | naam (deelname)    | land                       | pc |
| ------ | ------------------ | -------------------------- | -- |
| Goud   | Ulrich Salchow (8) | Vlag van Zweden            | 8  |
| Zilver | Max Bohatsch (2)   | Vlag van Oostenrijk        | 14 |
| Brons  | Per Thorén         | Vlag van Zweden            | 21 |
| 4      | Richard Johansson  | Vlag van Zweden            | 28 |
| 5      | Martin Gordan (3)  | Vlag van Duitse Keizerrijk | 34 |

Medaillewinnaars

Mannen · 
Vrouwen ·
Paren · 
IJsdansen

 Toernooi

1896 · 
1897 · 
1898 · 
1899 · 
1900 · 
1901 · 
1902 · 
1903 · 
1904 · 
1905 · 
1906 · 
1907 · 
1908 · 
1909 · 
1910 · 
1911 · 
1912 · 
1913 · 
1914 · 
1915-1921 · 
1922 · 
1923 · 
1924 · 
1925 · 
1926 · 
1927 · 
1928 · 
1929 · 
1930 · 
1931 · 
1932 · 
1933 · 
1934 · 
1935 · 
1936 · 
1937 · 
1938 · 
1939 ·
1940-1946 · 
1947 · 
1948 · 
1949 · 
1950 · 
1951 · 
1952 · 
1953 · 
1954 · 
1955 · 
1956 · 
1957 · 
1958 · 
1959 · 
1960 · 
1961 · 
1962 · 
1963 · 
1964 · 
1965 · 
1966 · 
1967 · 
1968 · 
1969 · 
1970 · 
1971 · 
1972 · 
1973 · 
1974 · 
1975 · 
1976 · 
1977 · 
1978 · 
1979 · 
1980 · 
1981 · 
1982 · 
1983 · 
1984 · 
1985 · 
1986 · 
1987 · 
1988 · 
1989 · 
1990 · 
1991 · 
1992 · 
1993 · 
1994 · 
1995 ·
1996 · 
1997 · 
1998 · 
1999 · 
2000 · 
2001 · 
2002 · 
2003 · 
2004 · 
2005 · 
2006 ·
2007 ·
2008 ·
2009 ·
2010 ·
2011 ·
2012 ·
2013 ·
2014 ·
2015 ·
2016 ·
2017 ·
2018 ·
2019 · 
2020 · 
2021 ·
2022 ·
2023 ·
2024

 ISU-kampioenschappen

WK kunstschaatsen junioren ·
EK kunstschaatsen ·
Viercontinentenkampioenschap ·
Olympische Spelen